# Франц Грісбах
Франц Грісбах (нім. Franz Griesbach; нар. 21 грудня 1892, Брюк, Бранденбург — пом. 24 вересня 1984, Лаге, Північний Рейн-Вестфалія) — німецький воєначальник часів Третього Рейху, генерал-майор (1944) Вермахту. Один з 160 кавалерів Лицарського хреста Залізного хреста з дубовим листям та мечами (1944).

## Біографія
1 серпня 1914 року поступив добровольцем в 4-ту роту 27-го піхотного полку, з яким був відправлений на фронт. В листопаді-грудні 1915 року навчався на курсах кандидатів у офіцери, в лютому-березні 1916 року — на аналогічних курсах в Мюнстерлагері. 24 травня 1916 року повернувся в свій полк. В березні-квітні 1917 року навчався на курсах офіцерів ударних частин. З 28 липня 1917 року — офіцер хімзахисту в штабі 1-го батальйону 27-го піхотного полку, з 27 березня 1918 року — командир роти. 20 серпня 1918 року переведений в запасний батальйон свого полку, з 4 жовтня 1918 року — командир 2-ї роти.
18 січня 1919 року демобілізований. В 1919-39 роках працював вчителем народної школи під Магдебургом. 1 квітня 1936 року зарахований у резерв вермахті.В 1938 році пройшов збори і перепідготовку резервістів, з 1 червня 1939 року — командир роти 2-го кадрованого батальйону 12-го піхотного полку.
При проведенні мобілізації 26 серпня 1939 року призначений командиром 10-ї роти 467-го піхотного полку.. Учасник Польської кампанії. З травня 1940 по червень 1941 року — викладач на офіцерських курсах в Кенігсберзі. З 5 червня 1941 року — командир 467-го запасного піхотного батальйону в Бланкенбурзі.
15 вересня 1941 року направлений на радянсько-німецький фронт, 26 вересня призначений командиром 1-го батальйону 391-го піхотного полку 170-ї піхотної дивізії. З 26 жовтня 1941 року — в.о. командира свого полку. 1 грудня 1941 року переведений з резерву на дійсну військову службу. Учасник боїв у Криму. З 17 квітня 1942 року — командир 399-го піхотного полку. 15 лютого 1944 року призначений командиром 170-ї піхотної дивізії, проте вже наступного дня був важко поранений у бою під Ленінградом і евакуйований в Німеччину. До кінця війни перебував у шпиталі в Барнбенбурзі-на-Гавелі, де і був 27 квітня 1945 року захоплений радянськими військами. Утримувався в різних таборах. 19 жовтня 1949 року переданий в табір органів репатріації. Через 2 дні переданий владою ФРН і звільнений. 

## Нагороди
- Залізний хрест 2-го і 1-го класу
- Почесний хрест ветерана війни з мечами
- Медаль «За вислугу років у Вермахті» 4-го класу
- Застібка до Залізного хреста 2-го і 1-го класу
- Штурмовий піхотний знак в сріблі
- Хрест Воєнних заслуг 2-го класу з мечами
- Лицарський хрест Залізного хреста з дубовим листям і мечами
  - лицарський хрест (14 березня 1942)
  - дубове листя (№242; 17 травня 1943)
  - мечі (№53; 6 березня 1944)
- Медаль «За зимову кампанію на Сході 1941/42»
- Нагрудний знак «За поранення» в золоті
- Кримський щит

Військова кар'єра
- 1 квітня 1914 — волонтер
- 6 вересня 1914 — єфрейтор
- 29 грудня 1914 — унтер-офіцер
- 10 травня 1916 — віце-фельдфебель
- 23 серпня 1916 — лейтенант резерву

- 1 квітня 1936 — лейтенант резерву
- 1 березня 1938 — обер-лейтенант резерву
- 1 червня 1939 — гауптман
- 20 жовтня 1940 — майор резерву
- 1 грудня 1941 — майор
- 1 квітня 1942 — оберст-лейтенант
- 1 січня 1943 — оберст
- 1 серпня 1944 — генерал-майор